# Landskamrerare
Landskamrerare var en titel för en tjänsteman anställd vid svenska länsstyrelser. 
Motsvarande befattning framträdde först på 1620-talet. Innehavaren kallades då landsbokhållare eller landsskrivare. Från 1719 användes benämningen landskamrerare, och den var fortfarande i bruk fram till 1971, då den ersattes av länsråd.